# ویزلخ
شهر ویزلخ (به آلمانی: Wiesloch) در ایالت بادن-وورتمبرگ در کشور آلمان واقع شده‌است.